# 俺俺
『俺俺』（おれおれ）は、星野智幸作の日本の小説。『新潮』2009年6月号から2010年3月号にかけて連載、2010年6月新潮社より刊行。
2013年に三木聡監督・脚本、亀梨和也（KAT-TUN）主演で映画化された。また漫画化されている。

## あらすじ
ことのきっかけは飲食店での些細な出来事であった。家電量販店で働く“俺”（永野）は、ある日飲食店にて一人で食べていたが、隣にうるさい耳障りな客が居たため、席を移動する。だが、その時、自分のトレイに見ず知らずの携帯電話が置いてあることに気付く。その携帯電話はすぐ隣にいた耳障りな客のものだと分かったが、“俺”はむしゃくしゃしていた為、そのままポケットにその携帯電話をしまってしまう。その後、携帯電話の持ち主の母から電話が来るのだが、“俺”は声マネをしてオレオレ詐欺を働く。
こうして、なりゆきでオレオレ詐欺を働いたその日から“俺”の世界に狂いが生じ始めるのであった。始めは携帯電話の持ち主の母が突然“俺”の家に来て“俺”のことを大樹という携帯電話の持ち主だと思っていて、大樹の母が持ってきたアルバムにはなぜか自分が写っているという出来事であった。そして、どうもおかしいと思った“俺”はすぐに実家へと向かうが、そこには別の“俺”がいた。
その後、実家の“俺”から連絡が来て、“俺”同士で集まる計画を立てる。そして、家電量販店で働く“俺”、実家にいて公務員の“俺”、大学生の“俺”が集まり、心地よい楽園、即ち自分だけのユートピアを築き上げるのであった。しかしそれは長くは続かず、やがて“俺”同士の殺し合いへと発展してゆく。

## 小説
2011年第5回大江健三郎賞を受賞。

### 刊行情報
- 新潮社 2010年6月30日発売、ISBN 978-4-1043-7203-4
- 新潮社〈新潮文庫〉 2013年3月28日発売、ISBN 978-4-1011-6452-6

## 映画

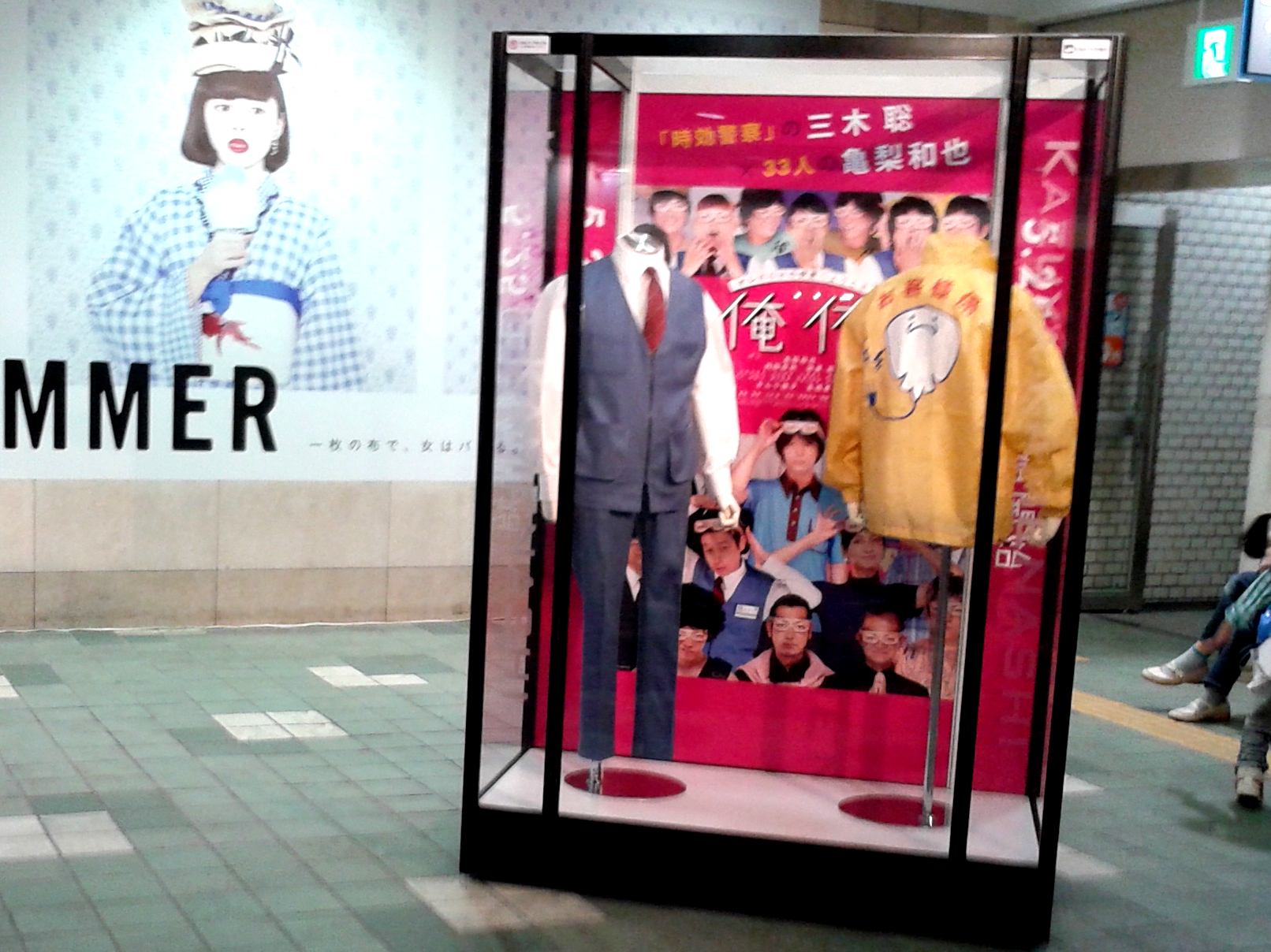
映画で着た亀梨和也の服

『俺俺』（英題：It's me,It's me）は、2013年5月25日に公開された日本映画。主人公である永野均役の亀梨和也は、その分身である“俺”たちを含め1人33役で演じる。

### キャスト
- 永野均 - 亀梨和也（KAT-TUN）
- サヤカ - 内田有紀
- タジマ - 加瀬亮
- 南さん - ふせえり
- サヤカの夫 - 渋川清彦
- 制服警官・犬塚&隣の男 - 少路勇介
- 大樹の姉・かすみ - 町田マリー
- ヤソキチ - 中谷竜
- 安西 - 小林きな子
- ハンバーガーショップの店員 - 岡野真也
- 若い女性客 - 佐津川愛美
- 洗濯機おばさん - 播田美保
- 杉崎 - 成瀬労
- 城田 - 荒川真
- 割り込む若者 - 髙橋洋
- 後輩・村山 - 田畑龍之左
- 電話をかけている男 - 山名秀人
- カメラ男 - 三浦健
- 席を譲ってもらう老婆 - 小野敦子
- 見つめる老人 - 杉本安生
- ボーリング場の全身緑色の男 - 柴田康平
- ハカを教わる外国人 - デイヴィッド・リッジズ
- ハカを教わる人 - 山田知明
- ハカを教わる人 - 北村貴広
- ハカを教わる人 - 田丸大輔
- ハカを教わる人 - 白土仁
- ハカを教える人 - 加藤大昌
- 謙助 - 江原浩太
- 翔太 - 江原悠月
- POPのモデル&ニュースキャスター - 緑川静香
- サヤカの夫 手下A - 鈴村正樹
- サヤカの夫 手下B - 福嶌徹
- タトゥーの俺BODY - MOTOKI
- 巨乳の俺BODY - 相多愛
- サヤカの裸BODY - 天川ひとみ
- 高校生のBODY - 浦坂佳右
- 刑事・村野 - 岩松了
- ロックセンター店長・穴川 - 森下能幸
- 刑事・阿久根 - 松重豊
- 白バイ警官 - 松尾スズキ
- 永野マサエ - キムラ緑子
- 大樹の母 - 高橋惠子

### スタッフ
- 監督・脚本：三木聡
- 原作：星野智幸『俺俺』
- エグゼクティブプロデューサー：藤島ジュリーK.
- プロデューサー：長松谷太郎、若林雄介
- 音楽：上野耕路
- 主題歌：KAT-TUN 「FACE to face」(J Storm)
- 撮影：小松高志
- 照明：蒔苗友一郎
- 美術：磯見俊裕、露木恵美子
- 装飾：布部雅人
- 録音：岩丸恒
- 衣装：宮本まさ江
- ヘアメイク：橋本申二
- 特殊造形：JIRO、こまつよしお
- アクション：吉田浩之
- 編集：相良直一郎
- メイキング：成田啓吾
- 企画協力：新潮社
- 制作協力：ジャニーズ事務所
- 制作プロダクション：ダブ
- 配給協力：ギャガ
- 製作・配給：ジェイ・ストーム

### 製作
2012年5月上旬にクランクインし、6月19日にクランクアップしてポストプロダクションに入っている。作品中で重要な役割を担う印象的な給水塔は、千葉県にあるものが「虚無性のある建造物」として三木によって選ばれ、これを含む風景のロケが行われている。

### 封切り
2013年4月19日、イタリアの第15回ウディネ・ファーイースト映画祭にてワールド・プレミア上映された。
日本公開では新宿ピカデリー、ヒューマントラストシネマ有楽町、ヒューマントラストシネマ渋谷他全国65スクリーンでの公開（以降全国順次公開）で、公開初週の土日2日間の成績は観客動員数3万1,549人、興行収入4,439万800円。

### Blu-ray / DVD
2013年11月6日発売。発売元はジェイ・ストーム、販売元はジェネオン・ユニバーサル・エンターテイメントジャパン。
- 俺俺 通常版（1枚組）
  - 映像特典
    - メイキング『俺俺』ワールドができるまで
    - 新撮! 三木聡監督が語る“俺”と「俺俺」インタビュー

  - 音声特典
    - オーディオコメンタリー『俺俺』ワールドへようこそ（監督・脚本：三木聡×亀梨和也）

  - 初回限定特典
    - もれなくもらえる! 購入者プレゼント・キャンペーン応募券
- 俺俺 初回限定版（2枚組・完全限定生産）
  - ディスク1：本編ディスク
    - 映像特典
      - 特報・劇場予告編・TVスポット・WEBスポット

    - 音声特典
      - オーディオコメンタリー『俺俺』ワールドへようこそ（通常版と同様）

  - ディスク2：特典DVD
    - 亀梨和也の“俺”と『俺俺』
    - 亀梨和也「俺、毎日33文字『俺』と書きます」全紹介&亀梨和也33のミッション
    - 亀梨和也&三木聡監督 小ネタトーク舞台挨拶（5/25・26）
    - メイキング『俺俺』ワールドができるまで（ロングver.）
    - 新撮! 三木聡監督が語る“俺”と『俺俺』インタビュー（ロングver.）
    - 隠しコマンド：“俺”から“俺”へのメッセージ

  - 封入特典
    - 映画『俺俺』オリジナル・サウンドトラックCD
    - 33人の“俺”かるた
    - 3人の“俺”スペシャルポストカード（3枚組）
    - もれなくもらえる! 購入者プレゼント・キャンペーン応募券

  - 特製スリーブケース付き

## 漫画
梅田阿比によって『月刊プリンセス』（秋田書店）にて、2013年4月号から同年5月号まで漫画版の作品が掲載された。

### 刊行情報（漫画）
- 秋田書店 2013年5月16日発売、ISBN 978-4-253-10631-3